# Marinogammarus finmarchicus
Marinogammarus finmarchicus är en kräftdjursart. Marinogammarus finmarchicus ingår i släktet Marinogammarus och familjen Gammaridae. Inga underarter finns listade i Catalogue of Life.